# 김주남
김주남(金周南, 1931년 4월 8일 ~ 2009년 5월 21일)은 대한민국의 공무원이다. 본관은 강릉이며, 강원도 강릉 출신이다.

## 생애
서울대학교 상대 경제학과 재학 중인 1953년 제4회 고등고시 2부에 합격에 합격하여 공직에 입문했다. 경제기획원 차관보, 경기도지사, 건설부 장관 등을 지내고, 해외개발공사 이사장, 한국도로공사 이사장을 역임하였다.

## 학력
- 경기고등학교 졸업
- 1954년 서울대학교 상과대학 경제학 학사
- 1957년 중앙대학교 행정대학원 수료

## 경력
- 1953년 제4회 고등고시 2부 합격
- 1954년 기획처 예산국 제1과 수습행정관
- 1961년 경제기획원 예산국 기업예산과장
- 경제기획원 예산국 예산총괄과장
- 경제기획원 예산국 기획통제보좌관
- 1966년 경제기획원 예산국장
- 1967년 대한광업진흥공사 설립위원단 위원
- 1970년 8월 경제기획원 기획담당차관보
- 1974년 10월 ~ 1980년 1월 건설부 차관
- 1980년 1월 ~ 1980년 9월 경기도지사
- 1980년 9월 ~ 1982년 건설부 장관
- 1982년 3월 ~ 1985년 기계공업진흥회 제8대 회장
- 1987년 4월 해외개발공사 이사장
- 1990년 대한건설진흥회 회장
- 1993년 한국도로공사 이사장

## 저서
- 번역서, 《정부 예산의 이론과 실제》

## 수상
- 청조근정훈장

| 전임 우용해 | 제7대 경제기획원 기획차관보 1970년 8월 28일 ~ 1974년 10월 25일 | 후임 우용해 |

| 전임 정재석 | 제7대 건설부 차관 1974년 10월 25일 ~ 1980년 1월 17일 | 후임 최석원 |

| 전임 손재식 | 제17대 경기도지사 1980년 1월 17일 ~ 1980년 9월 2일 | 후임 염보현 |

| 전임 최종완 | 제15대 건설부 장관 1980년 9월 2일 ~ 1982년 1월 4일 | 후임 김종호 |